# Auguste Kirchhoff
Auguste Christine Louise Kirchhoff (* 23. Juni 1867 in Asbach; † 12. Juli 1940 in Bremen) war eine deutsche Frauenrechtlerin.

## Biografie
Kirchhoff war die Tochter bürgerlicher, rheinländischer Eltern. Ihr Vater, war der katholische Justizrat Peter Zimmermann (1830–1900), die evangelische Mutter war Eleonore Colonius (1841–1903).

Sie besuchte bis 1884 eine Höhere Töchterschule im Rheinland. 1888 heiratete sie den Bremer Rechtsanwalt und Notar, später Amtsrichter, Landgerichtsdirektor und Senator, Gerhard Heinrich Kirchhoff. Beide wohnten in Bremen in der Besselstraße, der Roonstraße und der Graf-Moltke-Straße und hatten fünf Kinder. Sie gab Musikunterricht und Konzerte und sie lud in ihr großes Haus Künstler ein.
Die Frauenbewegung verfolgte sie angeregt durch die Zeitschrift wie Die Gesellschaft und 1904 durch ihre Teilnahme an der sozialdemokratischen Frauenkonferenz in Bremen. 1905 wurde sie Mitglied und Vorstandsbeisitzende im Bremer Zweig des Verbandes für Frauenstimmrecht. Sie trat dem Deutschen Bund für Mutterschutz und Sexualreform bei. 1906 gründete sie zusammen mit Minna Bahnson den Verein Mütter- und Säuglingsheim und eröffnete drei Häuser für ledige Mütter und deren Kinder. 1909 gründete sie zusammen mit Rita Bardenheuer eine Beratungsstelle für hilfsbedürftige Frauen und Mütter und 1915 den Hausfrauenverein Bremen sowie den Verein zum Schutz gegen Wucher und Schwarzmarkt. So wie Minna Bahnson prangerte sie die Prostitution mit ihrer Doppelmoral an.
1914 sprach sie sich bei Kongressen in Deutschland gegen den Ersten Weltkrieg aus und fand dabei auch bei ihrem Mann Unterstützung. In verschiedenen Aufsätzen in Zeitschriften und Zeitungen, im ganzen 111, bezog sie ihre pazifistische Stellung gegen den Krieg. 1915 besuchten sie und Adele Schmitz den internationalen Frauenfriedenskongress in Den Haag und berichteten in den Bremer Nachrichten darüber. Mehr als 100 Frauen unterzeichneten daraufhin einen Protestbrief, in dem ihnen ein Mangel an „vaterländischer Gesinnung“ vorgeworfen wurde. Kirchhoff war nun unter der Zensur und durfte sich nicht mehr öffentlich äußern.
1919 gründete sie und Rita Bardenheuer eine Ortsgruppe der Internationalen Frauenliga für Frieden und Freiheit (IFFF); sie wurde Vorsitzende. 1922 organisierte sie den Jahreskongress der IFFF in Bremen. Dabei wurden zahlreiche Anträge an die deutsche Regierung. „Nie wieder Krieg“ war 1923 der Tenor einer öffentlichen Kundgebung, auf der sie eine Rede hielt. 1924 warnte sie: „Wir müssen die Gefahren des Faschismus und des Hakenkreuzlertums für unsere Jugend und unser ganze Volk erkennen und uns gegen diese Kreise richten, die an die Macht der Waffe, an die Macht der Gewalt glauben.“ Unermüdlich kämpfte sie gegen Krieg, Militarismus und Antisemitismus.
Als 1929 ihr Mann starb, erlitt sie einen seelischen und körperlichen Zusammenbruch, der ihre Aktivitäten enden ließ. Sie war eine der bedeutenden Frauen in der Bremer Frauenbewegung. Beerdigt wurde sie auf dem Riensberger Friedhof.

### Ehrungen
- Die Auguste-Kirchhoff-Straße in Bremen-Schwachhausen wurde 1956 nach ihr benannt.

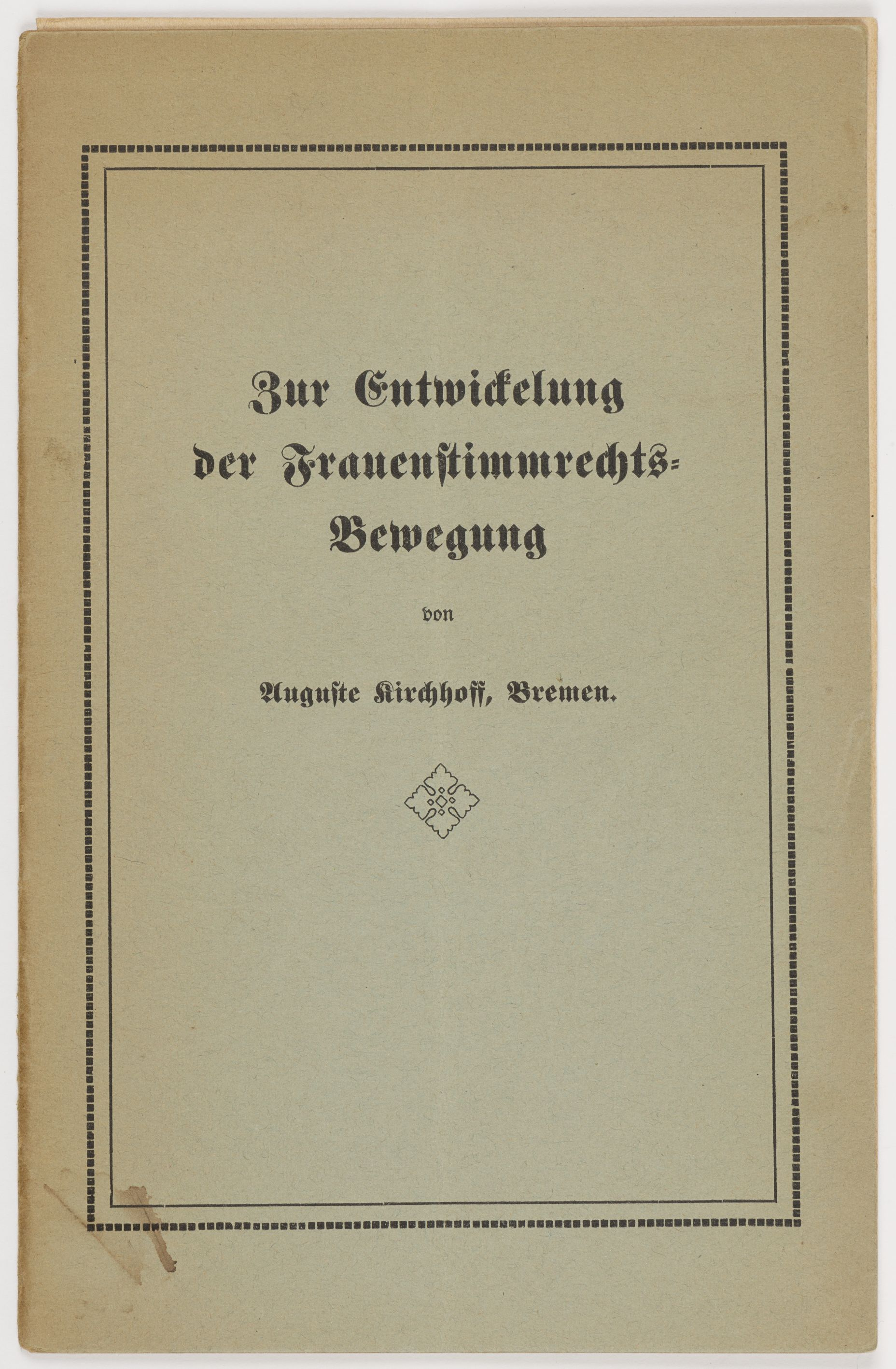
Zur Entwickelung der Frauenstimmrechts-Bewegung von Auguste Kirchhoff, 1916

## Werke
- Warum muß der Deutsche Verband für Frauenstimmrecht sich zum allgemeinen, gleichen, geheimen und direkten Wahlrecht bekennen? Bremen 1912. (Digitalisat und Volltext im Deutschen Textarchiv)
- Frauenwahlrechtsdebatte im Bremer Parlament. In: Zeitschrift für Frauenstimmrecht (1914), S. 45–46. (Digitalisat und Volltext im Deutschen Textarchiv)
- Zur Entwicklung der Frauenstimmrechts-Bewegung. Bremen [1916]. (Digitalisat und Volltext im Deutschen Textarchiv)
- Frauenrechte – Volksrechte. Berlin 1917. (Digitalisat und Volltext im Deutschen Textarchiv)